# Masoveria del Mas de Salou
La Masoveria del Mas de Salou és un monument del municipi de les Masies de Roda (Osona) protegit com a bé cultural d'interès local.

## Descripció
Edifici annex a la gran masia (el Mas Salou) formada per diferents cossos, el principal de planta quadrada i que consta de planta semi soterrada, planta baixa i pis. Està construït en amb pedra, cal destacar les obertures i el porxo frontal amb els brancals i llindes de pedra treballada, així com els ampits d'aquestes. A les cantonades hi ha també carreus de pedra treballada. El conjunt el formen també unes edificacions construïdes en diferents etapes i que segueixen la tipologia de l'edifici principal. Tenim també uns coberts construïts més recentment.
La casa està situada a prop de la casa del guarda de la Colònia de Salou, s'hi arriba mitjançant el camí que s'agafa al costat de la casa del guarda, passat la teuleria de Salou.

## Història
És un dels masos més antics, un casal d'extraordinàries dimensions, construït en pedra, centre d'una gran explotació agrícola. Està situat al bosc de Salou, datat del segle xiv i XV. Fou de les primeres cases pairals que disposa d'un camí de pagès de fàcil accés i prou conegut. Al mas de Salou disposava de vetes de pedra o terres argiloses i explotaven pedrers o forns d'obra per a fer teules i maons. A més a més, el mas de Salou encara conserva un pou de glaç i nombroses llindes. Es creu que podia haver estat una fortificació, residència de soldats tot i que no s'ha pogut comprovar.